# Apamea maraschi
Apamea maraschi là một loài bướm đêm trong họ Noctuidae.